# Rachel Blodgett Adams
Rachel Blodgett Adams (née le 13 octobre 1894 à Woburn (Massachusetts) ; morte le  22 janvier 1982 à Providence (Rhode Island)) est une mathématicienne américaine, professeure d'université . Elle a été en 1921 une des premières femmes à obtenir un doctorat en mathématiques, au Radcliffe College.

## Biographie
Née Rachel Blodgett, aînée d'une fratrie de trois enfants, Rachel Adams fréquente le lycée public de 1899 à 1908, puis la Woburn High School jusqu'en 1912. Elle étudie ensuite les mathématiques et le latin au Wellesley College et obtient son baccalauréat en 1916. En 1916 elle suit les cours de la Harvard Summer School puis est professeur de mathématiques à la Miss Edgar's and Miss Cramp's School à Montréal, de 1916 à 1918. Elle étudie ensuite au Radcliffe College et obtient sa maîtrise en 1919. Pendant deux ans elle bénéficie d'une bourse Edward Austin et en 1921 d'une bourse Mary E. Horton. Elle  obtient son doctorat en 1921 avec une thèse intitulée The determination of the coefficients in interpolation formulae; and A study of the approximate solution of integral equations. De 1921 à 1922, elle enseigne les mathématiques au Wellesley College. En 1922, elle épouse le mathématicien Clarence Raymond Adams et voyage avec lui à Rome et Göttingen jusqu'en 1923. Elle est membre de la Mathematical Association of America pendant un an après son mariage et est tutrice au Radcliffe College de 1926 à 1941, tout comme Mary Graustein. Pendant la Seconde Guerre mondiale, elle a été inscrite au National Roster of Scientific à Washington. Son héritage a permis de créer un Fonds Blodgett qui offre des bourses au Wellesley College.

## Associations
- American Mathematical Society
- Mathematical Association of America
- Sigma Xi
- Phi beta kappa

## Publication
- « On the Approximate Solution of Fredholm’s Homogeneous Integral Equation », American Journal of Mathematics, vol. 51, no 1,‎ 1929, p. 139-148 (JSTOR 2370568).